# Hauptstadtbeschluss
 (décembre 2023).
Si vous disposez d'ouvrages ou d'articles de référence ou si vous connaissez des sites web de qualité traitant du thème abordé ici, merci de compléter l'article en donnant les références utiles à sa vérifiabilité et en les liant à la section « Notes et références ».
Le Hauptstadtbeschluss (de l'allemand Hauptstadt, « capitale » et Beschluss, « décision ») est un terme allemand qualifiant la procédure de désignation de la capitale de l'Allemagne après sa réunification. Un vote a lieu le 20 juin 1991 au Bundestag et ratifie le transfert des institutions de Bonn à Berlin.
Le terme Hauptstadtbeschluss est trompeur car l'entrée en vigueur du traité d'unification faisait déjà de Berlin la capitale de l'Allemagne.

## Décision et mise en œuvre
Après plus de 10 heures de débats controversés, le Bundestag adopta par 338 voix pour et 320 voix contre la loi Vollendung der Einheit Deutschlands (en français Achèvement de l'unification de l'Allemagne). Initialement une erreur s'était produite et seulement 337 voix pour le projet de loi avaient été comptabilisées, plus tard la correction intervient pour atteindre les 338 voix favorables.
À la suite de ce premier vote, une série de décisions à différents niveaux est prise pour permettre la mise en œuvre de la décision tout en garantissant un partage du travail équitable entre Berlin et Bonn.
Ainsi les administrations et ministères fédéraux suivants ont été transférés à Berlin tout en conservant des bureaux d'importance secondaire à Bonn :
- Chancellerie fédérale
- Office de presse et d'information du Gouvernement fédéral
- Office des Affaires étrangères
- Ministère fédéral de l'Intérieur
- Ministère fédéral des Finances
- Ministère fédéral de la Justice
- Ministère fédéral de l'Économie
- Ministère fédéral du Travail
- Ministère fédéral des Transports et de la Construction
- Ministère fédéral de la Famille

D'autres ministères devaient conserver leur siège principal à Bonn, tout en ouvrant un bureau secondaire à Berlin :
- Ministère fédéral de l'Agriculture
- Ministère fédéral de la Défense
- Ministère fédéral de la Santé
- Ministère fédéral de l'Environnement
- Ministère fédéral de l'Éducation et de la Recherche
- Ministère fédéral de la Coopération économique
- Ministère fédéral des Postes et des Télécommunications (dissous en 1998)

À l'origine, les ministères fédéraux devaient déménager à Berlin dès 1995 mais le calendrier n'a pas pu être respecté. Au lieu de cela un décret du gouvernement fixa l'année 2000 comme date butoir pour la réalisation du déménagement et détermina un budget de 20 milliards DM (10,2 milliards d'euros).
Pendant cette période d'autres décisions fondamentales ont été prises incluant :
- le palais du Reichstag devient le siège permanent du Bundestag
- la majorité des ministères fédéraux déménagent à Berlin
- la majorité des emplois dans les ministères demeurent à Bonn
- les ministères fédéraux ont respectivement à Berlin ou Bonn des bureaux secondaires
- l'administration de la présidence fédérale a son siège à Berlin

Depuis l'automne 1999 Berlin a complètement repris la fonction de siège du parlement et du gouvernement de la République fédérale allemande.